# Mitreo di Marino

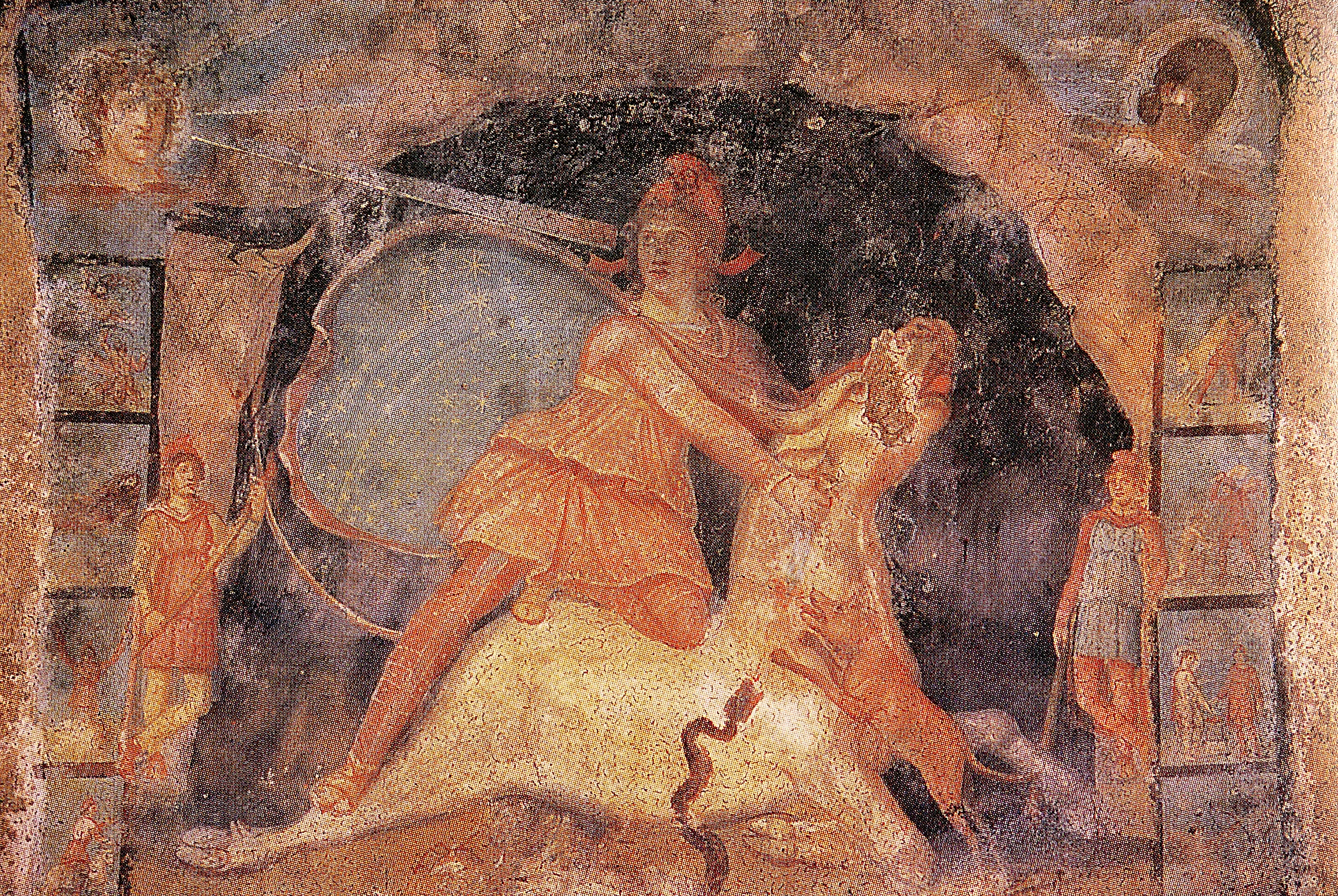
Il mitreo di Marino.

Il Mitreo di Marino è uno dei meglio conservati luoghi di culto mitraici al mondo.
Il mitreo venne casualmente rinvenuto nel 1962, durante i lavori di escavazione di una grotta in una cantina ai piedi dell'abitato storico, sulle scalette che portano alla stazione ferroviaria.
Sulle prime la notizia venne tenuta nascosta, ma in seguito le autorità iniziarono ad occuparsi del luogo di culto mitraico, che ora è divenuto di proprietà comunale.

## Storia
Il 26 giugno 2011 il noto archeologo Salvatore Settis in un articolo su Il Sole 24 Ore ha denunciato il pericolo che potrebbe essere stato sbloccato il progetto, risalente al 2003, di abbattere un fabbricato soprastante al mitreo e ricostruirvi una palazzina di cinque piani, il cui piano terra sarebbe sette metri sopra la volta del mitreo, circostanza già fatta presente da Ugo Onorati.

## Descrizione

### La struttura
Il mitreo venne ricavato in una preesistente cisterna d'acqua con volta a botte scavata nel peperino, lunga 29 metri, larga 3,10 e alta 3. Caratteristiche proprie delle cisterne di epoca romana sono il rivestimento delle pareti con intonaco signino (opus signinum o cocciopisto) e i cordoli di raccordo agli angoli delle pareti e pavimento, presenti nel Mitreo di Marino.
Al termine della galleria c'è il dipinto, famosissimo e ben conservato, dove Mitra taglia la gola al toro bianco. Davanti al dipinto c'è un cippo, su cui si legge: INVICTO DEO CRESCES ACTOR ALFI SEBERI D P, ovvero "Cresces, amministratore di Alfio Severo, pose come dono al dio invitto".
Lungo la galleria vi erano i podia per gli iniziati, verosimilmente in legno, dei quali rimane una debole traccia sul pavimento.
Sulle pareti rimangono le tracce di strutture lignee di arredo (mensole e divisori) nonché piccole nicchie per l'alloggiamento delle lucerne per l'illuminazione.
All'inizio della galleria, sulle pareti laterali, sono raffigurati i dadofori Cautes, con la fiaccola alzata, e Cautopates, con la fiaccola abbassata.

### L'apparato decorativo
Solo tre sono in Italia i mitrei dove la scena del mistero è dipinta: uno è il Mitreo Barberini a Roma, un altro il mitreo di Santa Maria Capua Vetere e il terzo è quello di Marino.
Particolarità del Mitreo di Marino, che lo distingue rispetto agli altri due esempi, è la tecnica esecutiva del dipinto realizzato ad encausto (o incausto) direttamente sull'intonaco signino della cisterna.
Al centro del dipinto, risalente al II secolo d.C., si trova Mitra, vestito all'orientale, con berretto frigio, tunica e calzoni rossi; indossa anche un mantello svolazzante al cui interno appare la volta celeste in azzurro, puntinata di stelle. E'all'interno di una grotta e guarda verso il Sole che lo illumina; dall'altra parte c'è la Luna in ombra, col volto oscurato. Sotto al Sole e alla luna ci sono due dadofori, portatori di torce, uno con la torcia alzata (Cautes, il giorno), l'altro con la torcia abbassata (Cautopates, la notte). Mitra sta sgozzando col pugnale il toro bianco, mentre un cane e un serpente bevono il sangue del toro e uno scorpione morde i testicoli del toro. Dalla coda della vittima escono alcune spighe di grano, simbolo della rinascita della Terra. Ai lati della scena principale ci sono otto riquadri con le principali imprese della vita di Mitra, tra cui Zeus che sconfigge i Giganti, la nascita miracolosa del dio da una roccia, la cattura e il trasporto  del toro nella grotta, la lotta vittoriosa e il patto con il dio Sole-Apollo.
Al Mitreo di Marino lo storico dell'arte Philippe Daverio dedicò un passaggio in "Passepartout" su RAI3, oggi è possibile rivederlo nella sua prima parte e presso:: https://www.youtube.com/watch?v=zAZhzuNMgL4